# Morti nel 975
| Questa pagina contiene informazioni ricavate automaticamente dalle voci biografiche con l'ausilio del template Bio e di un bot. L'aggiornamento è periodico e automatico e ricostruisce completamente la pagina. Se manca una persona in questa lista, sei pregato di non aggiungerla, ma accertati piuttosto che la sua voce biografica contenga il template Bio e che i dati anagrafici siano correttamente compilati. Se il template Bio manca, inseriscilo tu stesso o, in alternativa, metti l'avviso {{tmp\|Bio}} che ne segnala la mancanza. Se i dati riportati sono sbagliati, correggi direttamente la voce biografica; le modifiche saranno visibili in questa lista entro pochi giorni. Per chiarimenti vedi il progetto biografie. La lista contiene solo le 17 persone che sono citate nell'enciclopedia e per le quali è stato implementato correttamente il template Bio. Pagina aggiornata al 18 ago 2025. |

- 11 gennaio - Gotofredo, vescovo italiano
- 4 luglio - Gwangjong di Goryeo, re coreano (n. 925)
- 8 luglio - Edgardo I d'Inghilterra, re
- 20 luglio - Attone di Guiberto, conte italiano
- 27 luglio - Renoul d'Angoulême, conte
- 9 agosto - Burcardo I di San Gallo, abate tedesco
- 15 ottobre - Oberto I di Milano, nobile italiano
- 26 novembre - Corrado di Costanza, vescovo e santo tedesco
- 27 dicembre - Balderico di Utrecht, vescovo cattolico franco
- Al-Mu'izz li-din Allah, imam e califfo (n. 931)
- Dyfnwal III di Strathclyde, sovrano
- Elia I di Périgord, conte
- Gu Hongzhong, pittore cinese (n. 937)
- Ljut Sveneldič, nobile russo
- Domnall III di Strathclyde, re scozzese
- Skoglar Toste, norrena (n. 909)
- Yahya ibn Muhámmad ibn Háshim at-Tuyibi